# 타데우시 코타르빈스키

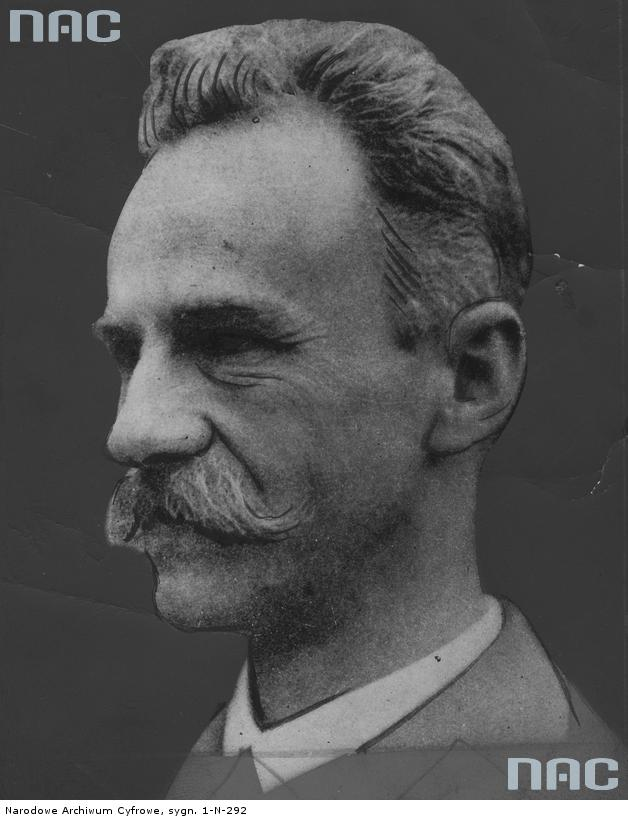

타데우시 코타르빈스키(폴란드어: Tadeusz Kotarbiński, 1886 ~ 1981)는 폴란드의 철학자였다. 철학자 Kazimierz Twardowski 밑에서 수학하여 이후 리비우-바르샤바 학파(Lwów–Warsaw)의 중심적 인물이 되었다. 스타니스와프 레시니에프스키(Stanisław Leśniewski)의 존재론적 이론을 바탕로 Reism이라 불리는 독자적인 논리학 이론을 발전시켰으며, 이외에 윤리학과 초기 행동과학 연구에 공헌하였다.

## 같이 보기
- 폴란드 철학사